# Giulio Cesare Angeli
Pour les articles homonymes, voir Angeli.
 (juillet 2025).
Giulio Cesare Angeli (né à Pérouse en Ombrie en 1570 et mort dans cette même ville en 1630) est un peintre baroque du XVIIe siècle, actif principalement à Pérouse et Bologne.

## Biographie
Élève d'Annibale Carracci, une importante collection de ses œuvres est conservée à l'Oratorio di Sant Agostino à Pérouse.

## Sources
- Maria Farquhar, Catalogue biographique des principaux peintres Italiens, Ralph Nicholson Wornum, 1855 (lire en ligne), p. 6